# Hemilamprops bigibbus
Hemilamprops bigibbus är en kräftdjursart som beskrevs av Gamo 1974. Hemilamprops bigibbus ingår i släktet Hemilamprops och familjen Lampropidae. Inga underarter finns listade i Catalogue of Life.